# Final do Campeonato Europeu de Futebol de 2004
A final do Campeonato Europeu de Futebol de 2004 foi uma partida de futebol realizada em 4 de julho de 2004 no Estádio da Luz em Lisboa, Portugal. Ela foi disputada entre a anfitriã Portugal e a Grécia para decidirem o vencedor do Campeonato Europeu de Futebol de 2004, com os gregos saindo-se vitoriosos. Esta foi a primeira aparição na final para ambas as seleções. Portugal havia anteriormente participado das edições de 1984, 1996 e 2000 do torneio, com seu melhor resultado tendo sido alcançar as semifinais em 1984 e 2000. Já a Grécia só tinha participado em 1980, tendo sido eliminada na primeira fase.
Portugal classificara-se automaticamente para a competição como anfitrião, enquanto a Grécia garantira sua participação ao ficar em primeiro de seu grupo nas eliminatórias. Os dois países foram sorteados para o mesmo grupo na competição, o Grupo A, enfrentando-se na partida de abertura, na qual a Grécia venceu por 2–1. Os portugueses se recuperaram da derrota, venceram seus dois jogos seguintes e terminaram a fase de grupos em primeiro lugar, com os gregos ficando em segundo após um empate e uma derrota, passando de fase nos critérios de desempate. Portugal enfrentou e derrotou a Inglaterra e os Países Baixos na fase eliminatória para chegar a final, já a Grécia passou pela França e República Tcheca.
Apesar do amplo favoritismo de Portugal, o primeiro tempo da partida final foi equilibrado e com poucas chances claras de gol para os dois lados. Os principais lances de ataque para os dois times foram defendidos pelos goleiros ou chutados para fora. Entretanto, aos onze minutos do segundo tempo, a Grécia abriu o placar com um gol de cabeça de Angelos Charisteas após escanteio cobrado por Angelos Basinas. Após isso, Portugal se lançou para o ataque e passou o resto do tempo regulamentar pressionando o adversário enquanto a Grécia manteve-se na defesa. Mesmo assim, os portugueses não conseguiram marcar e a partida terminou em 1–0 a favor dos gregos, que consagraram-se os campeões europeus.
A vitória da Grécia foi considerada uma das maiores surpresas da história não só do Campeonato Europeu, mas do futebol como um todo. Comentaristas atribuíram o sucesso grego ao seu bom desempenho defensivo, organização e dedicação. Entretanto, alguns criticaram o resultado por enxergarem o estilo defensivo de jogo grego como um método injusto de se conquistar resultados. A campanha da Grécia no Campeonato Europeu de 2004 marcou as primeiras vitórias da equipe em uma competição oficial, enquanto a derrota de Portugal significou a primeira vez que um anfitrião perdeu a partida final. Os jogadores gregos foram recebidos com grandes celebrações ao voltarem para a Grécia depois da competição.

## Antecedentes
Antes do Campeonato Europeu de Futebol de 2004, Portugal tinha participado de três edições do torneio: 1984, 1996 e 2000. Em sua primeira participação, a equipe conseguiu ficar em segundo lugar de seu grupo, após dois empates contra a Alemanha Ocidental e Espanha e uma vitória contra a Romênia, porém foi eliminada na semifinal diante da França na prorrogação. Em sua participação seguinte em 1996, a seleção portuguesa ficou em primeiro do grupo, vencendo Turquia e Croácia e empatando com a Dinamarca, perdendo logo em seguida nas quartas de final para a República Tcheca. Por fim, em 2000, Portugal classificou-se no primeiro lugar do grupo com três vitórias contra Inglaterra, Romênia e Alemanha, passando pela Turquia nas quartas de final até ser derrotada na semifinal pela França.
Já a Grécia anteriormente só tinha participado de uma única edição do Campeonato Europeu, em 1980 na Itália. Os gregos foram eliminados da competição ainda na primeira fase, ficando em último lugar de seu grupo, tendo perdido dos Países Baixos e da Tchecoslováquia e conseguido um empate sem gols contra a Alemanha Ocidental. A Grécia terminou o campeonato com um único gol a seu favor, marcado por Nikos Anastopoulos na derrota para a Tchecoslováquia.
Portugal classificou-se automaticamente para o Campeonato Europeu de 2004 como país anfitrião. Já a Grécia, foi sorteada no grupo 6 das eliminatórias junto com as seleções da Armênia, Espanha, Irlanda do Norte e Ucrânia. Os gregos começaram sua campanha com duas derrotas seguidas contra os espanhóis e ucranianos, porém venceram suas seis partidas seguintes, todas sem sofrer um único gol, terminando em primeiro lugar do grupo com um ponto a mais do que a Espanha. Entre os jogos da eliminatória e amistosos, os gregos ficaram quinze jogos seguidos sem perder até chegarem para disputar o Campeonato Europeu de 2004.

## Caminho até a final
Portugal e Grécia foram sorteados para o mesmo grupo do Campeonato Europeu, o Grupo A, de forma que também jogariam a partida de abertura da competição em 12 de junho de 2004 no Estádio do Dragão no Porto. A partida começou com os gregos partindo para o ataque, marcando seu primeiro gol com Giorgos Karagounis aos sete minutos. O restante do primeiro tempo teve diversas chances de gol para ambos os lados. Logo aos cinco minutos do segundo tempo, Cristiano Ronaldo fez falta em Giourkas Seitaridis dentro da área; Angelos Basinas converteu o pênalti. Os portugueses ficaram o restante no tempo regulamentar pressionando no ataque até Ronaldo marcar de cabeça já nos acréscimos. O resultado final foi uma vitória de 2–1 para a Grécia, sendo a primeira vez na história da competição que um país anfitrião perdeu a partida de abertura.
Depois da derrota, Portugal enfrentou a Rússia. Os portugueses marcaram no começo do primeiro tempo com Maniche, porém tiveram dificuldades para criarem novas chances de gol pelo restante da partida até Rui Costa marcar nos acréscimos do segundo tempo, para um resultado final de 2–0. Em seguida o jogo foi contra a Espanha, em que Portugal teve dificuldades para atravessar a defesa adversária até Nuno Gomes marcar o único gol da partida aos doze minutos do segundo tempo, garantindo a classificação de sua equipe em primeiro lugar do grupo. O oponente das quartas de final foi a Inglaterra, que saiu na frente aos três minutos do primeiro tempo com um gol de Michael Owen, porém Hélder Postiga empatou aos 38 do segundo tempo. A partida foi para a prorrogação e Rui Costa colocou os portugueses em vantagem e Frank Lampard empatou logo depois. Na disputa por pênaltis, o goleiro Ricardo defendeu uma penalidade e em seguida cobrou o pênalti que deu a classificação para Portugal. A disputa da semifinal foi em um jogo equilibrado contra a seleção dos Países Baixos; os portugueses saíram na frente aos 26 minutos do primeiro tempo com Ronaldo de cabeça e Maniche ampliou no segundo tempo, enquanto os holandeses diminuíram depois de Jorge Andrade tentar cortar um cruzamento e marcar contra, deixando o placar em 2–1.
A Grécia seguiu sua vitória na abertura com um confronto contra a Espanha, que jogou um futebol ofensivo mas teve dificuldades de vazar a defesa grega, conseguindo apenas aos 28 minutos da etapa inicial com Fernando Morientes. Os gregos ficaram mais ofensivos no segundo tempo e empataram com Angelos Charisteas aos 21 minutos, deixando o placar final em 1–1. A próxima partida foi contra a Rússia, com os gregos precisando de um empate para se classificarem; entretanto, os russos marcaram dois gols em menos de vinte minutos, com Dmitri Kirichenko e Dmitri Bulykin. A Grécia partiu nervosamente para o ataque e Zisis Vryzas diminuiu no final do primeiro tempo. O resultado de 2–1 manteve-se até o encerramento e os gregos classificaram-se em segundo na frente da Espanha por terem marcados mais gols. Seu oponente nas quartas de final foi a França, detentora do título, com a Grécia fazendo um jogo ofensivo e conseguindo marcar o único gol da partida aos vinte minutos do segundo tempo em uma cabeçada de Charisteas. A partida da semifinal foi contra a República Tcheca, em que os gregos mantiveram-se fortes na defesa segurando o ataque tcheco durante todo o templo regulamentar. O jogo foi para a prorrogação e Traianos Dellas marcou de cabeça o gol de prata que deu a classificação para a Grécia. Foi o único gol de prata marcado na história do futebol.
| Equipe   | P | J | V | E | D | GM | GS | +/- |
| -------- | - | - | - | - | - | -- | -- | --- |
| Portugal | 6 | 3 | 2 | 0 | 1 | 4  | 2  | +2  |
| Grécia   | 4 | 3 | 1 | 1 | 1 | 4  | 4  | 0   |
| Espanha  | 4 | 3 | 1 | 1 | 1 | 2  | 2  | 0   |
| Rússia   | 3 | 3 | 1 | 0 | 2 | 2  | 4  | −2  |

| Equipe   | P | J | V | E | D | GM | GS | +/- |
| -------- | - | - | - | - | - | -- | -- | --- |
| Portugal | 6 | 3 | 2 | 0 | 1 | 4  | 2  | +2  |
| Grécia   | 4 | 3 | 1 | 1 | 1 | 4  | 4  | 0   |
| Espanha  | 4 | 3 | 1 | 1 | 1 | 2  | 2  | 0   |
| Rússia   | 3 | 3 | 1 | 0 | 2 | 2  | 4  | –2  |

## Partida
A final do Campeonato Europeu de Futebol de 2004 entre Portugal e Grécia foi realizada às 19h45min de domingo, 4 de julho de 2004, no Estádio da Luz em Lisboa. O público presente foi de 62 865 pessoas, das quais aproximadamente quinze mil eram torcedores gregos. Na tribuna estavam o presidente português Jorge Sampaio, o primeiro-ministro português José Manuel Durão Barroso, o primeiro-ministro grego Kostas Karamanlís e o ex-jogador português Eusébio. O árbitro da partida foi Markus Merk da Alemanha, que teve os também alemães Christian Schräer e Jan-Hendrik Salver como auxiliares e Anders Frisk da Suécia como quarto árbitro. Portugal entrou em campo com o mesmo time que tinha enfrentado os Países Baixos na semifinal, enquanto a Grécia fez uma única alteração na saída do suspenso Karagounis para a entrada de Stelios Giannakopoulos no meio campo. O uniforme usado pela seleção portuguesa foi  camisa vermelha, calções verdes e meias vermelhas, enquanto os gregos jogaram com um uniforme todo branco com detalhes em azul. O cara ou coroa inicial foi vencido por Portugal, que escolheu o lado do campo enquanto a Grécia ficou com a saída de bola.

### Primeiro tempo
A partida começou com a Grécia recuando para a defesa e Portugal tentando impor pressão, porém sem conseguir chances claras de gol. Aos doze minutos, Costinha fez falta perto da área e tomou o primeiro cartão amarelo da partida; Seitaridis cobrou a falta, porém o cruzamento foi para fora. A primeira chance clara de gol veio aos treze minutos quando Miguel chutou cruzado e rasteiro no canto direito do gol, mas o goleiro Antonios Nikopolidis fez grande defesa. Os gregos responderam rapidamente com várias trocas de passe que deixaram Charisteas cara a cara com o gol, entretanto Ricardo conseguiu fazer a defesa ao tirar a bola dos pés do atacante grego. A Grécia conseguiu neutralizar várias jogadas de Portugal, principalmente por ações de seus zagueiros Dellas e Michalis Kapsis, e também de seu capitão Theodoros Zagorakis.
Aos 23 minutos, Deco cobrou escanteio e a zaga grega só conseguiu afastar a bola parcialmente, permitindo que Maniche pegasse o rebote na entrada da área, dominasse e chutasse para fora, à direita do gol. Os gregos focaram mais seu tempo de posse de bola na armação de alguns contra-ataques, principalmente pelo lado esquerdo de seu campo. As chances mais perigosas saíram em meados dos trinta minutos de jogo, primeiro quando Vryzas recebeu lateral dentro da área e foi desarmado e pouco depois quando Kostas Katsouranis cabeceou para fora longe do gol português. No final do primeiro tempo, Miguel se machucou e precisou ser substituído por Paulo Ferreira. Já nos acréscimos, Basinas cortou passe de Ronaldo para Luís Figo com a mão e foi penalizado com o segundo cartão amarelo da partida.

### Segundo tempo

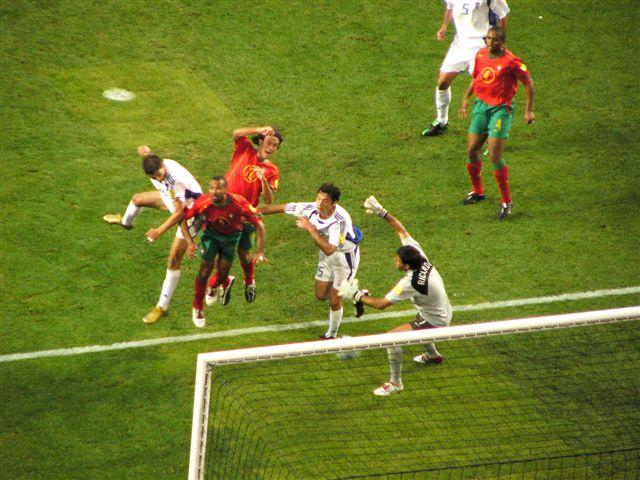
O gol de Charisteas, aos 11 minutos.

Nenhum dos times fizeram alterações durante o intervalo. Portugal continuou no ataque e Pauleta conseguiu, aos três minutos, chutar em direção do gol, porém foi bloqueado Fyssas. Pouco depois Deco simulou uma falta dentro da área, mas o árbitro não marcou nada na jogada. Aos onze minutos, Seitaridis arrancou pela direita e foi desarmado por Ronaldo, com a bola saindo em escanteio. Basinas cobrou no meio da área e Charisteas cabeceou para dentro do gol, abrindo o placar a favor da Grécia. A resposta de Portugal veio três minutos depois, quando Ronaldo chutou de fora da área para boa defesa de Nikopolidis. A segunda substituição portuguesa ocorreu em seguida: Rui Costa no lugar de Costinha. Portugal partiu para o ataque e manteve-se no campo de defesa adversário, conseguindo alguns escanteios que foram afastados pelos gregos. Nesse período, Seitaridis e Fyssas receberam cartões amarelos, aos dezoito e 22 minutos, respectivamente.
A última substituição portuguesa ocorreu aos 29 minutos, quando Pauleta saiu para a entrada de Nuno Gomes. Ronaldo então recebeu um lançamento dentro da área, ficando diante do goleiro, mas chutou por cima. A Grécia fez aos 31 minutos sua primeira substituição: Stylianos Venetidis no lugar de Giannakopoulos. A defesa grega conseguiu em seguida anular duas jogadas portuguesas por meio de impedimento. A segunda substituição da Grécia ocorreu aos 31 minutos na saída de Vryzas para a entrada de Dimitrios Papadopoulos. Ricardo Carvalho foi para o ataque pouco depois, chutou forte e Nikopolidis não conseguiu segurar a bola, porém não havia nenhum português para ficar com o rebote. Nuno Gomes em seguida chutou cruzado, forçando Nikopolidis a realizar nova defesa. Papadopoulos tomou cartão aos quarenta minutos por falta mais violenta. Figo então aos 44 conseguiu boa jogada dentro da área, virou em direção do gol e chutou, mas a bola foi desviada na zaga grega. Já nos acréscimos, Nuno Valente recebeu o sexto e último cartão amarelo. O time de Portugal estava abatido e o árbitro Markus Merk apitou o fim do jogo depois de cinquenta minutos de segundo tempo.

### Detalhes
| 4 de julho de 2004 | Portugal | 0–1    | Grécia         | Estádio da Luz, Lisboa, Portugal         |
| 19h45min CEST      |          | Súmula | Charisteas 57' | Público: 62 865 Árbitro: ALE Markus Merk |

| Portugal | Grécia |

| G                   | 1  | Ricardo           |       |     |
| LD                  | 13 | Miguel            |       | 43' |
| Z                   | 4  | Jorge Andrade     |       |     |
| Z                   | 16 | Ricardo Carvalho  |       |     |
| LE                  | 14 | Nuno Valente      | 90+3' |     |
| V                   | 18 | Maniche           |       |     |
| V                   | 6  | Costinha          | 12'   | 60' |
| AD                  | 17 | Cristiano Ronaldo |       |     |
| M                   | 20 | Deco              |       |     |
| AE                  | 7  | Luís Figo         |       |     |
| A                   | 9  | Pauleta           |       | 74' |
| Substituições:      |    |                   |       |     |
| Z                   | 2  | Paulo Ferreira    |       | 43' |
| M                   | 10 | Rui Costa         |       | 60' |
| A                   | 21 | Nuno Gomes        |       | 74' |
| Técnico:            |    |                   |       |     |
| Luiz Felipe Scolari |    |                   |       |     |

| G              | 1  | Antonios Nikopolidis   |       |     |
| LD             | 2  | Giourkas Seitaridis    | 63'   |     |
| Z              | 19 | Michalis Kapsis        |       |     |
| Z              | 5  | Traianos Dellas        |       |     |
| LE             | 14 | Takis Fyssas           | 67'   |     |
| V              | 21 | Kostas Katsouranis     |       |     |
| M              | 7  | Theodoros Zagorakis    |       |     |
| M              | 6  | Angelos Basinas        | 45+2' |     |
| AD             | 9  | Angelos Charisteas     |       |     |
| AE             | 8  | Stelios Giannakopoulos |       | 76' |
| A              | 15 | Zisis Vryzas           |       | 81' |
| Substituições: |    |                        |       |     |
| Z              | 3  | Stylianos Venetidis    |       | 76' |
| A              | 22 | Dimitrios Papadopoulos | 85'   | 81' |
| Técnico:       |    |                        |       |     |
| Otto Rehhagel  |    |                        |       |     |

| Homem da Partida Theodoros Zagorakis Árbitros assistentes Christian Schräer Jan-Hendrik Salver Quarto Árbitro Anders Frisk | Regras da partida - 90 minutos de tempo regulamentar - 30 minutos de prorrogação com gol de prata, se necessário - Disputa por pênaltis, se empate persistir - Máximo de 3 substituições por equipe |

| Portugal |                   | Grécia |
| -------- | ----------------- | ------ |
| 11       | Chutes            | 3      |
| 5        | Chutes no gol     | 1      |
| 10       | Escanteios        | 1      |
| 58%      | Posse de bola     | 42%    |
| 19       | Faltas cometidas  | 21     |
| 4        | Impedimentos      | 3      |
| 2        | Cartões amarelos  | 4      |
| 0        | Cartões vermelhos | 0      |

## Repercussão

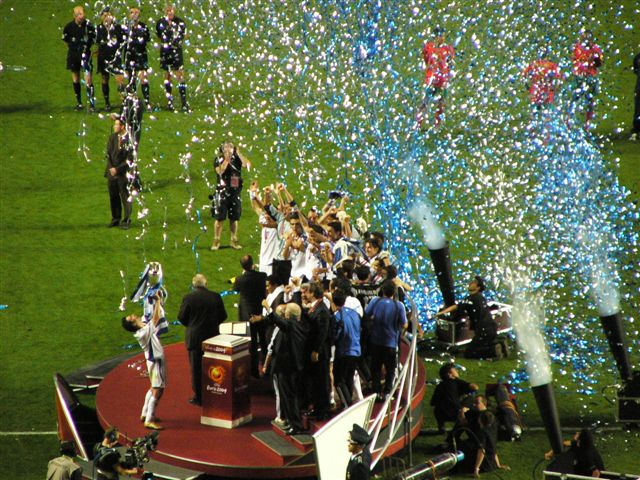
O capitão grego Zagorakis ergue a taça de campeão enquanto os jogadores e comissão técnica da Grécia comemoram.

A vitória da Grécia foi vista mundialmente como uma grande surpresa. Até então, a seleção grega jamais tinha vencido uma partida em torneios oficiais, tendo entrado na competição com as apostas estando em 80-1 contra a vitória no campeonato, enquanto Portugal foi para a partida final como amplo favorito. A seleção portuguesa também se tornou a primeira anfitriã da história do torneio a chegar em uma final e perder a decisão. A União das Federações Europeias de Futebol (UEFA), organizadora da competição, descreveu o resultado como "uma das maiores surpresas da história da competição", enquanto a CNN e a BBC disseram que era uma das maiores surpresas na "história do futebol internacional". Rory Smith da ESPN chamou a vitória grega de o "triunfo mais improvável na história de um grande torneio [de futebol]".
Zagorakis foi eleito o melhor jogador da partida e também de todo o campeonato devido suas grandes performances defensivas, enquanto a seleção do torneio escolhida pela UEFA, formada pelos 23 melhores jogadores da competição, incluía cinco gregos: o goleiro Nikopolidis, o zagueiro Dellas, o lateral Seitaridis, o volante Zagorakis e o atacante Charisteas. Além disso, quatro portugueses também entraram: o zagueiro Ricardo Carvalho, os meio-campos Figo e Maniche e o atacante Cristiano Ronaldo. Destes, Dellas, Ricardo Carvalho, Seitaridis, Maniche, Zagorakis e Ronaldo foram nomeados como titulares da seleção.
A Grécia tornou-se a primeira equipe a vencer uma grande competição internacional tendo um estrangeiro como técnico, no caso o alemão Otto Rehhagel. O técnico definiu a trajetória grega como um "conto de fadas", comentando após o jogo que "Os gregos fizeram história no futebol. É uma sensação" e que "O oponente era tecnicamente melhor do que nós, porém tiramos vantagens de nossas chances". O capitão Zagorakis afirmou que o objetivo da seleção ao começar a competição era vencer uma partida e destacou a intensidade e frieza do time grego durante toda a partida final, "Nós fomos pressionados [...] Mas nós não entramos em pânico, não nos rendemos". Charisteas resumiu a vitória como "o melhor momento da minha carreira", enquanto o zagueiro reserva Nikos Dabizas comentou que no time grego "Não temos estrelas, o que temos são jogadores de qualidade que uniram forças e jogaram em alto nível", complementando que "Nunca esqueceremos isto, nosso país vai se lembrar para sempre deste momento". Ao voltarem para a Grécia, os jogadores da seleção foram recepcionados com grandes celebrações na capital Atenas que reuniram milhares de fãs, também recebendo homenagens vindas dos torcedores, do primeiro-ministro Karamanlís e da Igreja Ortodoxa Grega.
O brasileiro Luiz Felipe Scolari, técnico de Portugal, parabenizou os gregos pela vitória e comentou que a defesa adversária foi "magnífica", porém achou que o gol da derrota ocorreu por falha de sua defesa, dizendo "sofreu um gol de uma forma, que, em princípio, não deveria ter acontecido". Mesmo assim, Scolari insistiu que Portugal se fortaleceria a partir do resultado, também pedindo desculpas ao povo português por "não alcançarmos o gol que tanto queríamos". O capitão português Figo disse ter ficado "devastado" com a derrota em casa, enquanto Ronaldo, comentando sobre a partida anos depois, falou que a perda do título para a Grécia foi dolorosa mas serviu de grande aprendizado para sua carreira. Apesar do resultado negativo, o presidente Sampaio saudou os jogadores e a comissão técnica portuguesa "pelo esforço" e "classe" demonstradas durante toda a competição, também salientando que o país deveria ficar "orgulhoso pela excelente organização" do campeonato.
Comentaristas creditaram boa parte do sucesso grego ao estilo de jogo defensivo promovido por Rehhagel. Richard Galpin da BBC escreveu que o técnico foi a "chave para este sucesso", afirmando que ele transformou o time de "11 indivíduos em um campo, formou-os em equipe e melhorou a defesa". A UEFA comentou que Rehhagel foi bem sucedido em organizar seus jogadores com forte disciplina defensiva que acabava por quebrar os adversários, também destacando como os jogadores jogavam um futebol pragmático e sólido, especialmente Dellas e Zagorakis. Alan Hansen, também da BBC, disse que era preciso "dar todo crédito do mundo pelo modo que os gregos jogaram, pelos níveis de preparo físico com o qual se defenderam", salientando a compostura que Dellas demonstrou na defesa e marcação, "foi a rocha no coração da defesa grega". Smith falou que a dedicação da Grécia na defesa foi "nada menos que admirável", descrevendo como, por toda a carreira da Rehhagel como técnico, ele preferiu esquemas defensivos, e que a seleção grega não possuía jogadores para fazê-lo mudar de abordagem. O jornal grego Kathimerini escreveu que a vitória da Grécia era uma "lição que a sorte não apenas sorri para os corajosos, mas também para aqueles que lutam com paixão e trabalham constante e sistematicamente a fim de realizar esses objetivos".
Alguns comentaristas foram mais negativos sobre a vitória grega, criticando o estilo defensivo de jogo grego. McNulty relatou que "houve clamores que caso [a Grécia] estivesse jogando em seu quintal, você fecharia a cortina, ou que a marca registrada de disciplina defensiva de Rehhagel estava arrastando o futebol de volta para a idade das trevas". Henry Winter do The Daily Telegraph escreveu que "uma lágrima escorreu no rosto de um jogo lindo", comentando que foi um "triunfo de táticas sobre instinto" e que a "Grécia tem bons jogadores e um técnico inteligente em Rehhagel, porém não tem os sentidos apurados que Portugal demonstrou na corrida final". David Miller do The Guardian criticou os gregos por terem alcançado a vitória por "meios inescrupulosos e negativos". O atacante português Pauleta chegou a afirmar que era "lamentável que um time que não faz nada além de defender acabe como campeão europeu". Scolari por sua vez evitou criticar o estilo de jogo adversário, comentando que cabia a sua seleção, "como o time mais ofensivo, encontrar um jeito de atravessar esses sistemas defensivos" e "encontrar outro modo de vencer".